# Артур Едвард Вејт
Артур Едвард Вејт (2. октобар 1857 — 19. мај 1942) је био британски песник и научни мистик који је опширно писао о окултним и езотеријским темама, и био је са-творац тарот шпила Рајдер–Вејт (који се назива и Рајдер–Вејт–Смит или Вејт–Смит шпил). Како га је описао његов биограф Р. А. Гилберт: „Вејтово име је преживело јер је он био први који је покушао систематско проучавање историје западног окултизма – посматраног као духовне традиције, а не као аспеката протонауке или као патологија религије.
Већи део свог живота провео је у Лондону или у блиском окружењу, повезан са разним издавачким кућама и уређујући часопис The Unknown World.

## Рани живот и образовање
Артур Едвард Вејт је рођен 2. октобра 1857. у Бруклину, Њујорк, Сједињене Америчке Државе, од невенчаних родитеља. Вејтов отац, капетан Чарлс Ф. Вејт, је умро на пучини када је Артур био веома млад, а његова мајка-удовица, Ема Ловел, вратила се затим у своју домовину Енглеску, где је он и одрастао. Били су довољно добростојећи да образују Вејта у малој приватној школи у северном Лондону .
Када је имао 13 година, школовао се два семестра на колеџу Сент Чарлс. Када је напустио школу да би постао службеник, писао је стихове у слободно време. Године 1863. Вејтова мајка је прешла у католичанство и Артур је одгајан као католик.  Смрт његове сестре Фредерике Вејт 1874. године убрзо га је привукла у психичка истраживања. Са 21, почео је редовно да чита у библиотеци Британског музеја, проучавајући многе гране езотеризма. Године 1881. Вејт је открио списе Елифаса Левија.

## Каријера

### Златна зора
Вејт се придружио Спољњем реду Херметичког реда Златне зоре у јануару 1891. године након што га је увео Е. В. Бериџ. Године 1893. повукао се из Златне зоре. Године 1896. поново се придружио спољњем реду Златне зоре. Године 1899. ступио је у Други ред Златне зоре. Постао је масон 1901. и ушао је у Societas Rosicruciana in Anglia 1902. године.
Године 1903. Вејт је основао  Independent and Rectified Order R. R. et A. C.. Овај ред је распуштен 1914. Златна зора је била растрзана унутрашњим сукобима све до Вејтовог одласка 1914 године.

### Масон
Вејт је био заинтересован за више степене масонерије и видео је иницијацију у слободном зидарству као начин да добије приступ овим обредима. Након што се придружио -{Societas Rosicruciana in Anglia}- и Витезовима Темпларима, Вејт је отпутовао у Швајцарску 1903. да би добио Regime Ecossais et Rectifie или Ректификовани шкотски обред и његов степен Chevalier Bienfaisant de la Cite Sainte (C.B.C.S.). Вејт је веровао да исправљени шкотски обред, више од било ког другог масонског обреда, представља „Тајну традицију“ мистичног духовног просветљења. 

## Тарот шпил
Вејт је најпознатији по свом ангажовању на тарот шпилу Рајдер–Вејт, који је први пут објављен 1910. године, са илустрацијама колегинице из Златне зоре Памеле Колман Смит. Вејт је аутор пратеће књиге за шпил, Кључ за тарот, поново објављене у проширеном облику 1911. године као Сликовни кључ за тарот, водич за читање тарота. Рајдер-Вејт тарот је био познат по томе што је у потпуности илустровао свих 78 карата, у време када су обично биле илустроване само 22 карте великих аркана. Пре објављивања овог шпила, многи езотерични читаоци тарота користили су шпил карата Марсејдки тарот. Рајдер-Вејт шпил је наставио да има велики утицај на савремени окултни тарот.

## Лични живот
Године 1888. оженио се Адом Лејкман (такође званом „Лукаста”), и имали су једну ћерку, Сибил. Од 1900. до 1909. Вејт је зарађивао за живот као менаџер за Хорликс, произвођача сладног млека.
Лукаста је умрла 1924. године, а потом се оженио 1933. године са Мери Броабент Шофилд.